# Krajka broderie anglaise

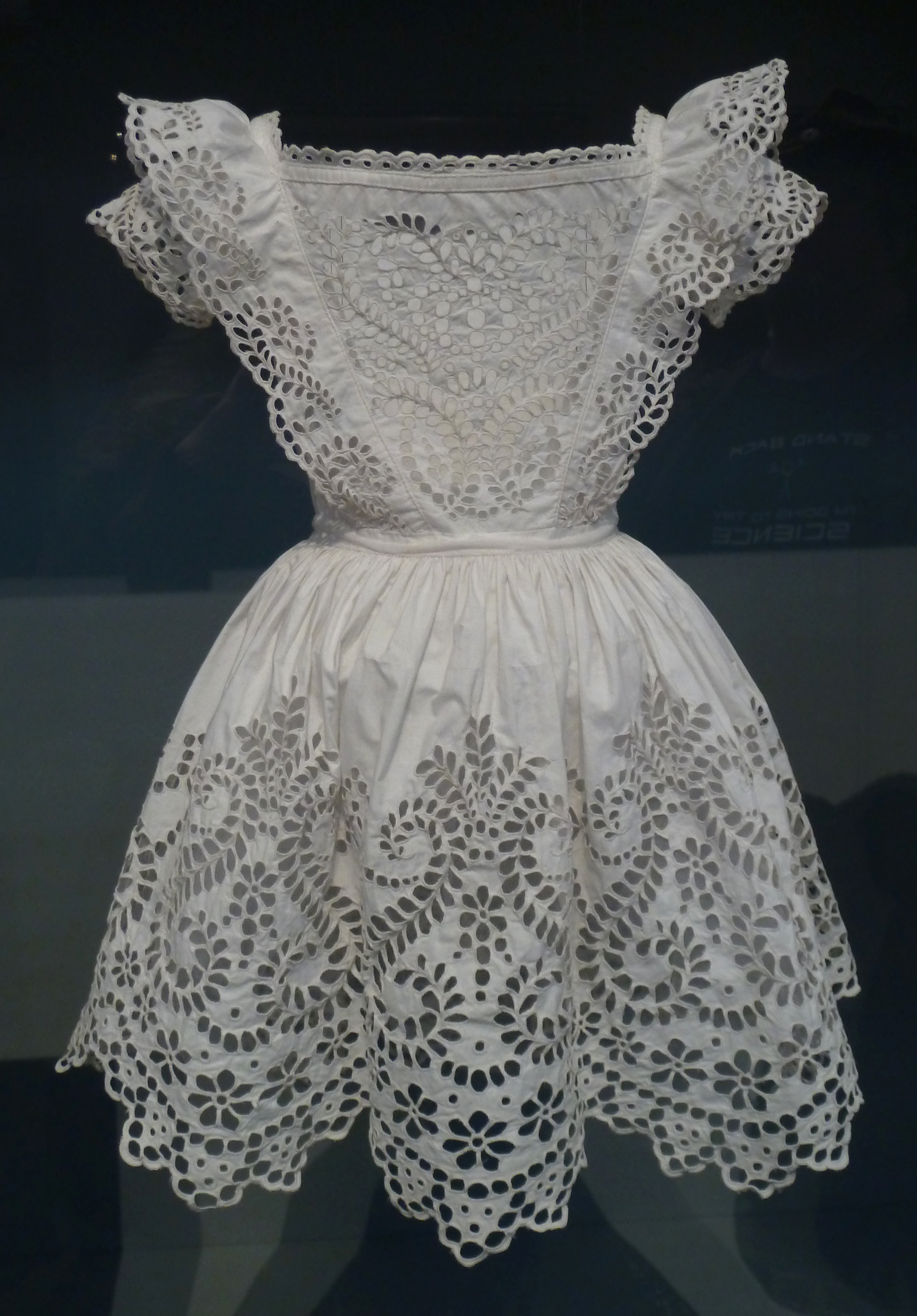
Chlapecké šaty z broderie anglaise (pravděpodobně z Anglie roku 1855)

Broderie anglaise (česky také: anglická krajka) je druh výšivky nazývané také vystřihovaná krajka.

## Způsob výroby
Do podkladové tkaniny (z jemného lnu nebo z bavlny) se propichují nebo vystřihují kulaté nebo oválné otvory, které se obšívají různými druhy stehů. Otvory se vzorují do tvaru květin, listů nebo stébel. Ke krajce se také přidávají různé zdobné efekty, např. jemné žebříčky, které se tvoří z nití vytažených z podkladové tkaniny a zdobí drobnými očky. Od 20. století se vystřihují ve tkanině větší otvory a ozdobné žebříčky jsou výraznější.

## Z historie "anglické krajky"
Technika broderie anglaise byla (podle nepotvrzených odhadů) vyvinuta v 16. století v Čechách.
V 19. století se použití toho druhu krajky značně rozšířilo v Anglii (ve viktoriánském období výlučně na dámské spodní prádlo). Koncem 19. století se ve Švýcarsku začala borderie anglaise vyrábět na vyšívacích strojích.
V 21. století se naprostá většina broderie anglaise vyrábí strojově, děrování podkladových tkanin se na vyšívacích strojích provádí laserem. Jen na ostrově Madeira existuje i ve 2. dekádě tohoto století asi 30 firem, které zaměstnávají 4500 pracovníků v ruční výrobě broderie anglaise (Madeira work).
Broderie anglaise je známá také pod označením Ayrshire work, English work, Eyelet work, Madeira work, Swiss work.

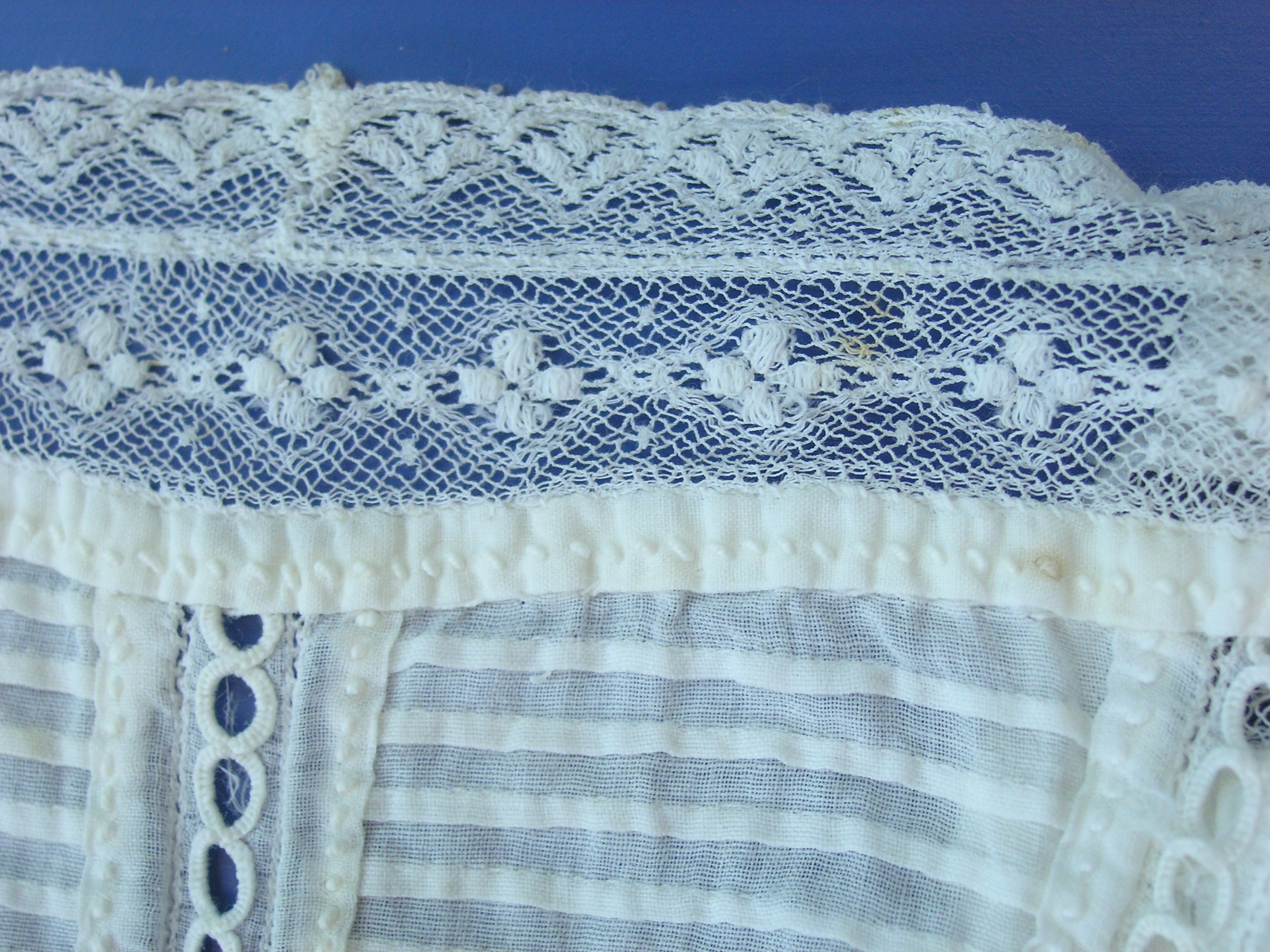
Lemování kojenecké košilky strojně vyrobenou broderie anglaise (z konce 19. století)

Použití v 21. století: zejména letní šaty, halenky, lemování bytových textilií, svršky letní obuvi (a jako luxusní zvláštnost) výšivky na jemné kůži.